# Liste des planètes mineures (292001-293000)
Voici la liste des planètes mineures numérotées de 292001 à 293000. Les planètes mineures sont numérotées lorsque leur orbite est confirmée, ce qui peut parfois se produire longtemps après leur découverte. Elles sont classées ici par leur numéro et donc approximativement par leur date de découverte.

## Planètes mineures 292001 à 293000

### 292001-292100
| Nom                | Désignation provisoire | Date de la découverte | Découvreur    |
| ------------------ | ---------------------- | --------------------- | ------------- |
| 292001             | 2006 QG117             | 27 août 2006          | LONEOS        |
| 292002             | 2006 QJ117             | 27 août 2006          | LONEOS        |
| 292003             | 2006 QD118             | 27 août 2006          | LONEOS        |
| 292004             | 2006 QV120             | 29 août 2006          | CSS           |
| 292005             | 2006 QS121             | 29 août 2006          | CSS           |
| 292006             | 2006 QL123             | 29 août 2006          | CSS           |
| 292007             | 2006 QH124             | 16 août 2006          | NEAT          |
| 292008             | 2006 QF129             | 17 août 2006          | NEAT          |
| 292009             | 2006 QO129             | 18 août 2006          | LONEOS        |
| 292010             | 2006 QK132             | 22 août 2006          | NEAT          |
| 292011             | 2006 QE133             | 23 août 2006          | NEAT          |
| 292012             | 2006 QE136             | 29 août 2006          | CSS           |
| 292013             | 2006 QQ136             | 29 août 2006          | CSS           |
| 292014             | 2006 QH144             | 26 août 2006          | Broughton, J. |
| 292015             | 2006 QH145             | 18 août 2006          | Spacewatch    |
| 292016             | 2006 QU145             | 18 août 2006          | Spacewatch    |
| 292017             | 2006 QH147             | 18 août 2006          | Spacewatch    |
| 292018             | 2006 QG149             | 18 août 2006          | Spacewatch    |
| 292019             | 2006 QP149             | 18 août 2006          | Spacewatch    |
| 292020             | 2006 QP150             | 19 août 2006          | Spacewatch    |
| 292021             | 2006 QE152             | 19 août 2006          | Spacewatch    |
| 292022             | 2006 QG152             | 19 août 2006          | Spacewatch    |
| 292023             | 2006 QL155             | 18 août 2006          | NEAT          |
| 292024             | 2006 QZ155             | 19 août 2006          | Spacewatch    |
| 292025             | 2006 QB156             | 19 août 2006          | Spacewatch    |
| 292026             | 2006 QV160             | 19 août 2006          | Spacewatch    |
| 292027             | 2006 QP161             | 19 août 2006          | Spacewatch    |
| 292028             | 2006 QT162             | 21 août 2006          | Spacewatch    |
| 292029             | 2006 QM165             | 29 août 2006          | CSS           |
| 292030             | 2006 QN165             | 29 août 2006          | CSS           |
| 292031             | 2006 QR165             | 15 octobre 2001       | Spacewatch    |
| 292032             | 2006 QN168             | 30 août 2006          | LONEOS        |
| 292033             | 2006 QO168             | 30 août 2006          | LONEOS        |
| 292034             | 2006 QQ168             | 30 août 2006          | LONEOS        |
| 292035             | 2006 QS168             | 30 août 2006          | LONEOS        |
| 292036             | 2006 QR169             | 27 août 2006          | LONEOS        |
| 292037             | 2006 QN176             | 22 août 2006          | Buie, M. W.   |
| 292038             | 2006 QU178             | 21 août 2006          | Spacewatch    |
| 292039             | 2006 QP182             | 28 août 2006          | Becker, A. C. |
| 292040             | 2006 QW182             | 19 août 2006          | Spacewatch    |
| 292041             | 2006 QL183             | 28 août 2006          | Spacewatch    |
| 292042             | 2006 QM183             | 28 août 2006          | Spacewatch    |
| 292043             | 2006 QN183             | 28 août 2006          | CSS           |
| 292044             | 2006 QX184             | 18 août 2006          | Spacewatch    |
| 292045             | 2006 QY184             | 18 août 2006          | Spacewatch    |
| 292046             | 2006 QM185             | 28 août 2006          | Spacewatch    |
| 292047             | 2006 QZ185             | 28 août 2006          | CSS           |
| 292048             | 2006 QE187             | 29 août 2006          | Spacewatch    |
| 292049             | 2006 QF187             | 29 août 2006          | Spacewatch    |
| 292050             | 2006 RX1               | 13 septembre 2006     | Eskridge      |
| (292051) Bohlender | 2006 RD3               | 14 septembre 2006     | Balam, D. D.  |
| 292052             | 2006 RC4               | 12 septembre 2006     | CSS           |
| 292053             | 2006 RG5               | 14 septembre 2006     | CSS           |
| 292054             | 2006 RN5               | 14 septembre 2006     | CSS           |
| 292055             | 2006 RE6               | 14 septembre 2006     | CSS           |
| 292056             | 2006 RZ6               | 14 septembre 2006     | CSS           |
| 292057             | 2006 RF8               | 12 septembre 2006     | CSS           |
| 292058             | 2006 RL8               | 12 septembre 2006     | CSS           |
| 292059             | 2006 RR9               | 13 septembre 2006     | NEAT          |
| 292060             | 2006 RD10              | 13 septembre 2006     | NEAT          |
| 292061             | 2006 RF10              | 13 septembre 2006     | NEAT          |
| 292062             | 2006 RW10              | 12 septembre 2006     | CSS           |
| 292063             | 2006 RB12              | 13 septembre 2006     | NEAT          |
| 292064             | 2006 RS12              | 14 septembre 2006     | Spacewatch    |
| 292065             | 2006 RS13              | 14 septembre 2006     | Spacewatch    |
| 292066             | 2006 RE15              | 14 septembre 2006     | Spacewatch    |
| 292067             | 2006 RF16              | 14 septembre 2006     | NEAT          |
| 292068             | 2006 RP16              | 14 septembre 2006     | CSS           |
| 292069             | 2006 RP17              | 14 septembre 2006     | CSS           |
| 292070             | 2006 RH18              | 14 septembre 2006     | Spacewatch    |
| 292071             | 2006 RP18              | 14 septembre 2006     | CSS           |
| 292072             | 2006 RX18              | 14 septembre 2006     | NEAT          |
| 292073             | 2006 RW20              | 15 septembre 2006     | Spacewatch    |
| 292074             | 2006 RB21              | 15 septembre 2006     | Spacewatch    |
| 292075             | 2006 RL21              | 15 septembre 2006     | Spacewatch    |
| 292076             | 2006 RN21              | 15 septembre 2006     | Spacewatch    |
| 292077             | 2006 RC24              | 13 septembre 2006     | NEAT          |
| 292078             | 2006 RF26              | 14 septembre 2006     | NEAT          |
| 292079             | 2006 RN26              | 14 septembre 2006     | Spacewatch    |
| 292080             | 2006 RA33              | 15 septembre 2006     | Spacewatch    |
| 292081             | 2006 RJ33              | 12 septembre 2006     | CSS           |
| 292082             | 2006 RU33              | 12 septembre 2006     | CSS           |
| 292083             | 2006 RB34              | 12 septembre 2006     | CSS           |
| 292084             | 2006 RH34              | 12 septembre 2006     | CSS           |
| 292085             | 2006 RS34              | 13 septembre 2006     | NEAT          |
| 292086             | 2006 RT34              | 13 septembre 2006     | NEAT          |
| 292087             | 2006 RW34              | 14 septembre 2006     | NEAT          |
| 292088             | 2006 RN35              | 14 septembre 2006     | NEAT          |
| 292089             | 2006 RO35              | 14 septembre 2006     | NEAT          |
| 292090             | 2006 RT35              | 14 septembre 2006     | NEAT          |
| 292091             | 2006 RC37              | 12 septembre 2006     | CSS           |
| 292092             | 2006 RT39              | 12 septembre 2006     | CSS           |
| 292093             | 2006 RB40              | 12 septembre 2006     | CSS           |
| 292094             | 2006 RS42              | 14 septembre 2006     | Spacewatch    |
| 292095             | 2006 RX43              | 14 septembre 2006     | Spacewatch    |
| 292096             | 2006 RV44              | 14 septembre 2006     | Spacewatch    |
| 292097             | 2006 RD46              | 14 septembre 2006     | Spacewatch    |
| 292098             | 2006 RO46              | 14 septembre 2006     | Spacewatch    |
| 292099             | 2006 RC47              | 14 septembre 2006     | Spacewatch    |
| 292100             | 2006 RJ48              | 14 septembre 2006     | CSS           |

### 292101-292200
| Nom                   | Désignation provisoire | Date de la découverte | Découvreur           |
| --------------------- | ---------------------- | --------------------- | -------------------- |
| 292101                | 2006 RV49              | 14 septembre 2006     | Spacewatch           |
| 292102                | 2006 RE50              | 14 septembre 2006     | Spacewatch           |
| 292103                | 2006 RM50              | 14 septembre 2006     | Spacewatch           |
| 292104                | 2006 RS50              | 14 septembre 2006     | Spacewatch           |
| 292105                | 2006 RD53              | 14 septembre 2006     | Spacewatch           |
| 292106                | 2006 RP54              | 14 septembre 2006     | Spacewatch           |
| 292107                | 2006 RY54              | 14 septembre 2006     | Spacewatch           |
| 292108                | 2006 RP55              | 14 septembre 2006     | Spacewatch           |
| 292109                | 2006 RJ56              | 14 septembre 2006     | Spacewatch           |
| 292110                | 2006 RK56              | 14 septembre 2006     | Spacewatch           |
| 292111                | 2006 RZ56              | 14 septembre 2006     | Spacewatch           |
| 292112                | 2006 RM57              | 15 septembre 2006     | Spacewatch           |
| 292113                | 2006 RT58              | 15 septembre 2006     | Spacewatch           |
| 292114                | 2006 RB59              | 15 septembre 2006     | Spacewatch           |
| 292115                | 2006 RO59              | 15 septembre 2006     | Spacewatch           |
| 292116                | 2006 RQ59              | 15 septembre 2006     | Spacewatch           |
| 292117                | 2006 RR60              | 13 septembre 2006     | NEAT                 |
| 292118                | 2006 RR63              | 14 septembre 2006     | CSS                  |
| 292119                | 2006 RX63              | 12 septembre 2006     | CSS                  |
| 292120                | 2006 RO64              | 13 septembre 2006     | NEAT                 |
| 292121                | 2006 RN66              | 14 septembre 2006     | Spacewatch           |
| 292122                | 2006 RP67              | 15 septembre 2006     | Spacewatch           |
| 292123                | 2006 RA68              | 15 septembre 2006     | Spacewatch           |
| 292124                | 2006 RJ71              | 15 septembre 2006     | Spacewatch           |
| 292125                | 2006 RW71              | 15 septembre 2006     | Spacewatch           |
| 292126                | 2006 RT72              | 15 septembre 2006     | Spacewatch           |
| 292127                | 2006 RK73              | 15 septembre 2006     | Spacewatch           |
| 292128                | 2006 RF74              | 15 septembre 2006     | Spacewatch           |
| 292129                | 2006 RS74              | 15 septembre 2006     | Spacewatch           |
| 292130                | 2006 RB75              | 15 septembre 2006     | Spacewatch           |
| 292131                | 2006 RN75              | 15 septembre 2006     | Spacewatch           |
| 292132                | 2006 RT76              | 15 septembre 2006     | Spacewatch           |
| 292133                | 2006 RY76              | 15 septembre 2006     | Spacewatch           |
| 292134                | 2006 RZ76              | 15 septembre 2006     | Spacewatch           |
| 292135                | 2006 RP80              | 15 septembre 2006     | Spacewatch           |
| 292136                | 2006 RB81              | 15 septembre 2006     | Spacewatch           |
| 292137                | 2006 RH81              | 15 septembre 2006     | Spacewatch           |
| 292138                | 2006 RN81              | 15 septembre 2006     | Spacewatch           |
| 292139                | 2006 RJ82              | 15 septembre 2006     | Spacewatch           |
| 292140                | 2006 RH83              | 15 septembre 2006     | Spacewatch           |
| 292141                | 2006 RG84              | 15 septembre 2006     | Spacewatch           |
| 292142                | 2006 RB87              | 15 septembre 2006     | Spacewatch           |
| 292143                | 2006 RD87              | 15 septembre 2006     | Spacewatch           |
| 292144                | 2006 RB88              | 15 septembre 2006     | Spacewatch           |
| 292145                | 2006 RF90              | 15 septembre 2006     | Spacewatch           |
| 292146                | 2006 RV91              | 15 septembre 2006     | Spacewatch           |
| 292147                | 2006 RL93              | 15 septembre 2006     | Spacewatch           |
| 292148                | 2006 RH94              | 15 septembre 2006     | Spacewatch           |
| 292149                | 2006 RX94              | 15 septembre 2006     | Spacewatch           |
| 292150                | 2006 RZ94              | 15 septembre 2006     | Spacewatch           |
| 292151                | 2006 RC95              | 15 septembre 2006     | Spacewatch           |
| 292152                | 2006 RO96              | 15 septembre 2006     | Spacewatch           |
| 292153                | 2006 RZ97              | 13 septembre 2006     | NEAT                 |
| 292154                | 2006 RG100             | 14 septembre 2006     | CSS                  |
| 292155                | 2006 RN102             | 14 septembre 2006     | CSS                  |
| 292156                | 2006 RN103             | 15 septembre 2006     | Spacewatch           |
| 292157                | 2006 RT103             | 11 septembre 2006     | Becker, A. C.        |
| 292158                | 2006 RB104             | 11 septembre 2006     | Becker, A. C.        |
| (292159) Jongoldstein | 2006 RU105             | 14 septembre 2006     | Masiero, J.          |
| (292160) Davefask     | 2006 RG107             | 14 septembre 2006     | Masiero, J.          |
| 292161                | 2006 RQ120             | 15 septembre 2006     | Spacewatch           |
| 292162                | 2006 SO                | 16 septembre 2006     | CSS                  |
| 292163                | 2006 SD3               | 16 septembre 2006     | LINEAR               |
| 292164                | 2006 SM4               | 16 septembre 2006     | CSS                  |
| 292165                | 2006 SC6               | 16 septembre 2006     | Siding Spring Survey |
| 292166                | 2006 SV7               | 16 septembre 2006     | LINEAR               |
| 292167                | 2006 SG9               | 16 septembre 2006     | CSS                  |
| 292168                | 2006 SS9               | 16 septembre 2006     | Spacewatch           |
| 292169                | 2006 SA11              | 16 septembre 2006     | CSS                  |
| 292170                | 2006 SP11              | 16 septembre 2006     | LINEAR               |
| 292171                | 2006 SR12              | 16 septembre 2006     | NEAT                 |
| 292172                | 2006 SU12              | 16 septembre 2006     | NEAT                 |
| 292173                | 2006 SN13              | 17 septembre 2006     | LINEAR               |
| 292174                | 2006 SM15              | 17 septembre 2006     | CSS                  |
| 292175                | 2006 ST15              | 17 septembre 2006     | CSS                  |
| 292176                | 2006 SW15              | 17 septembre 2006     | CSS                  |
| 292177                | 2006 SD17              | 17 septembre 2006     | Spacewatch           |
| 292178                | 2006 SF18              | 17 septembre 2006     | Spacewatch           |
| 292179                | 2006 SW18              | 17 septembre 2006     | Spacewatch           |
| 292180                | 2006 SZ18              | 17 septembre 2006     | Spacewatch           |
| 292181                | 2006 SZ19              | 19 septembre 2006     | OAM                  |
| 292182                | 2006 SB20              | 18 septembre 2006     | Calvin College       |
| 292183                | 2006 SM20              | 19 septembre 2006     | Eskridge             |
| 292184                | 2006 SP21              | 17 septembre 2006     | CSS                  |
| 292185                | 2006 SA22              | 17 septembre 2006     | CSS                  |
| 292186                | 2006 SG22              | 17 septembre 2006     | LONEOS               |
| 292187                | 2006 SN25              | 16 septembre 2006     | LONEOS               |
| 292188                | 2006 SW27              | 17 septembre 2006     | Spacewatch           |
| 292189                | 2006 SN28              | 17 septembre 2006     | Spacewatch           |
| 292190                | 2006 SZ30              | 17 septembre 2006     | Spacewatch           |
| 292191                | 2006 SM31              | 17 septembre 2006     | LINEAR               |
| 292192                | 2006 SZ31              | 17 septembre 2006     | Spacewatch           |
| 292193                | 2006 ST32              | 17 septembre 2006     | Spacewatch           |
| 292194                | 2006 SY32              | 17 septembre 2006     | Spacewatch           |
| 292195                | 2006 SE33              | 17 septembre 2006     | CSS                  |
| 292196                | 2006 SK33              | 17 septembre 2006     | CSS                  |
| 292197                | 2006 SD34              | 17 septembre 2006     | CSS                  |
| 292198                | 2006 SK34              | 17 septembre 2006     | CSS                  |
| 292199                | 2006 SM34              | 17 septembre 2006     | CSS                  |
| 292200                | 2006 SS34              | 17 septembre 2006     | CSS                  |

### 292201-292300
| Nom    | Désignation provisoire | Date de la découverte | Découvreur     |
| ------ | ---------------------- | --------------------- | -------------- |
| 292201 | 2006 SV34              | 17 septembre 2006     | Spacewatch     |
| 292202 | 2006 SY34              | 17 septembre 2006     | Spacewatch     |
| 292203 | 2006 SA35              | 17 septembre 2006     | Spacewatch     |
| 292204 | 2006 SB35              | 17 septembre 2006     | Spacewatch     |
| 292205 | 2006 SL35              | 17 septembre 2006     | LONEOS         |
| 292206 | 2006 SO35              | 17 septembre 2006     | Spacewatch     |
| 292207 | 2006 SC36              | 17 septembre 2006     | LONEOS         |
| 292208 | 2006 SX36              | 17 septembre 2006     | Spacewatch     |
| 292209 | 2006 SY36              | 17 septembre 2006     | Spacewatch     |
| 292210 | 2006 SR38              | 18 septembre 2006     | Spacewatch     |
| 292211 | 2006 SX41              | 18 septembre 2006     | LONEOS         |
| 292212 | 2006 SL42              | 18 septembre 2006     | Spacewatch     |
| 292213 | 2006 SS42              | 18 septembre 2006     | CSS            |
| 292214 | 2006 SP43              | 16 septembre 2006     | CSS            |
| 292215 | 2006 SC46              | 18 septembre 2006     | LONEOS         |
| 292216 | 2006 SJ46              | 18 septembre 2006     | Spacewatch     |
| 292217 | 2006 SB48              | 19 septembre 2006     | Spacewatch     |
| 292218 | 2006 SC49              | 18 septembre 2006     | Spacewatch     |
| 292219 | 2006 SE49              | 19 septembre 2006     | LONEOS         |
| 292220 | 2006 SU49              | 20 septembre 2006     | Spacewatch     |
| 292221 | 2006 SQ50              | 16 septembre 2006     | CSS            |
| 292222 | 2006 SX50              | 17 septembre 2006     | LONEOS         |
| 292223 | 2006 SN51              | 17 septembre 2006     | LONEOS         |
| 292224 | 2006 SW53              | 16 septembre 2006     | CSS            |
| 292225 | 2006 SS55              | 18 septembre 2006     | CSS            |
| 292226 | 2006 SC57              | 18 septembre 2006     | Calvin College |
| 292227 | 2006 ST59              | 17 septembre 2006     | CSS            |
| 292228 | 2006 SB60              | 18 septembre 2006     | CSS            |
| 292229 | 2006 SL60              | 18 septembre 2006     | CSS            |
| 292230 | 2006 SR60              | 18 septembre 2006     | CSS            |
| 292231 | 2006 SE62              | 18 septembre 2006     | CSS            |
| 292232 | 2006 SY62              | 18 septembre 2006     | LONEOS         |
| 292233 | 2006 SG63              | 19 septembre 2006     | LONEOS         |
| 292234 | 2006 SM64              | 17 septembre 2006     | Spacewatch     |
| 292235 | 2006 SP64              | 21 septembre 2006     | San Marcello   |
| 292236 | 2006 SK68              | 19 septembre 2006     | CSS            |
| 292237 | 2006 SJ69              | 19 septembre 2006     | Spacewatch     |
| 292238 | 2006 ST69              | 19 septembre 2006     | CSS            |
| 292239 | 2006 SN70              | 19 septembre 2006     | Spacewatch     |
| 292240 | 2006 SG71              | 19 septembre 2006     | Spacewatch     |
| 292241 | 2006 SJ71              | 19 septembre 2006     | Spacewatch     |
| 292242 | 2006 SQ72              | 19 septembre 2006     | Spacewatch     |
| 292243 | 2006 SE74              | 19 septembre 2006     | Spacewatch     |
| 292244 | 2006 SH74              | 19 septembre 2006     | Spacewatch     |
| 292245 | 2006 SP75              | 19 septembre 2006     | Spacewatch     |
| 292246 | 2006 SG76              | 19 septembre 2006     | Spacewatch     |
| 292247 | 2006 SW77              | 20 septembre 2006     | NEAT           |
| 292248 | 2006 SF78              | 22 septembre 2006     | San Marcello   |
| 292249 | 2006 SP80              | 18 septembre 2006     | Spacewatch     |
| 292250 | 2006 SZ82              | 18 septembre 2006     | Spacewatch     |
| 292251 | 2006 SP87              | 18 septembre 2006     | Spacewatch     |
| 292252 | 2006 SS87              | 18 septembre 2006     | Spacewatch     |
| 292253 | 2006 SO89              | 18 septembre 2006     | Spacewatch     |
| 292254 | 2006 SP91              | 18 septembre 2006     | Spacewatch     |
| 292255 | 2006 SQ91              | 18 septembre 2006     | Spacewatch     |
| 292256 | 2006 SM93              | 18 septembre 2006     | Spacewatch     |
| 292257 | 2006 SV94              | 18 septembre 2006     | Spacewatch     |
| 292258 | 2006 SB97              | 18 septembre 2006     | Spacewatch     |
| 292259 | 2006 SM97              | 18 septembre 2006     | Spacewatch     |
| 292260 | 2006 SP97              | 18 septembre 2006     | Spacewatch     |
| 292261 | 2006 SU98              | 18 septembre 2006     | Spacewatch     |
| 292262 | 2006 SJ99              | 18 septembre 2006     | Spacewatch     |
| 292263 | 2006 SY99              | 18 septembre 2006     | Spacewatch     |
| 292264 | 2006 SK101             | 19 septembre 2006     | CSS            |
| 292265 | 2006 SX106             | 19 septembre 2006     | Spacewatch     |
| 292266 | 2006 SZ106             | 19 septembre 2006     | Spacewatch     |
| 292267 | 2006 SA107             | 19 septembre 2006     | Spacewatch     |
| 292268 | 2006 SF110             | 20 septembre 2006     | LINEAR         |
| 292269 | 2006 SG110             | 20 septembre 2006     | LONEOS         |
| 292270 | 2006 SP110             | 20 septembre 2006     | NEAT           |
| 292271 | 2006 SN111             | 22 septembre 2006     | LONEOS         |
| 292272 | 2006 SQ114             | 23 septembre 2006     | Spacewatch     |
| 292273 | 2006 SH116             | 24 septembre 2006     | Spacewatch     |
| 292274 | 2006 SX119             | 18 septembre 2006     | CSS            |
| 292275 | 2006 SB120             | 18 septembre 2006     | CSS            |
| 292276 | 2006 SK121             | 18 septembre 2006     | LONEOS         |
| 292277 | 2006 SS121             | 19 septembre 2006     | Eskridge       |
| 292278 | 2006 ST125             | 20 septembre 2006     | NEAT           |
| 292279 | 2006 SX125             | 20 septembre 2006     | NEAT           |
| 292280 | 2006 SE126             | 20 septembre 2006     | NEAT           |
| 292281 | 2006 SA128             | 17 septembre 2006     | CSS            |
| 292282 | 2006 SB128             | 17 septembre 2006     | CSS            |
| 292283 | 2006 SC130             | 19 septembre 2006     | LONEOS         |
| 292284 | 2006 SO130             | 20 septembre 2006     | LONEOS         |
| 292285 | 2006 ST130             | 20 septembre 2006     | LONEOS         |
| 292286 | 2006 SG131             | 25 septembre 2006     | Eskridge       |
| 292287 | 2006 SX132             | 16 septembre 2006     | CSS            |
| 292288 | 2006 SF133             | 17 septembre 2006     | CSS            |
| 292289 | 2006 SA134             | 17 septembre 2006     | CSS            |
| 292290 | 2006 SN134             | 25 septembre 2006     | LINEAR         |
| 292291 | 2006 SZ134             | 20 septembre 2006     | LONEOS         |
| 292292 | 2006 SB135             | 20 septembre 2006     | NEAT           |
| 292293 | 2006 SC135             | 20 septembre 2006     | NEAT           |
| 292294 | 2006 SS137             | 20 septembre 2006     | CSS            |
| 292295 | 2006 SA140             | 22 septembre 2006     | LONEOS         |
| 292296 | 2006 SD140             | 22 septembre 2006     | CSS            |
| 292297 | 2006 SC143             | 19 septembre 2006     | Spacewatch     |
| 292298 | 2006 SW143             | 19 septembre 2006     | Spacewatch     |
| 292299 | 2006 SD144             | 19 septembre 2006     | Spacewatch     |
| 292300 | 2006 SN144             | 19 septembre 2006     | Spacewatch     |

### 292301-292400
| Nom                | Désignation provisoire | Date de la découverte | Découvreur                        |
| ------------------ | ---------------------- | --------------------- | --------------------------------- |
| 292301             | 2006 SQ146             | 19 septembre 2006     | Spacewatch                        |
| 292302             | 2006 ST148             | 19 septembre 2006     | Spacewatch                        |
| 292303             | 2006 SH150             | 19 septembre 2006     | Spacewatch                        |
| 292304             | 2006 SK151             | 19 septembre 2006     | Spacewatch                        |
| 292305             | 2006 SN151             | 19 septembre 2006     | Spacewatch                        |
| 292306             | 2006 SK152             | 19 septembre 2006     | Spacewatch                        |
| 292307             | 2006 SS152             | 19 septembre 2006     | Spacewatch                        |
| 292308             | 2006 SB153             | 20 septembre 2006     | NEAT                              |
| 292309             | 2006 SS154             | 21 septembre 2006     | LONEOS                            |
| 292310             | 2006 SK155             | 22 septembre 2006     | CSS                               |
| 292311             | 2006 SW155             | 23 septembre 2006     | Spacewatch                        |
| 292312             | 2006 SL158             | 23 septembre 2006     | Spacewatch                        |
| 292313             | 2006 SE159             | 23 septembre 2006     | Spacewatch                        |
| 292314             | 2006 SY159             | 23 septembre 2006     | Spacewatch                        |
| 292315             | 2006 SX161             | 24 septembre 2006     | Spacewatch                        |
| 292316             | 2006 SJ163             | 24 septembre 2006     | Spacewatch                        |
| 292317             | 2006 SG164             | 25 septembre 2006     | Spacewatch                        |
| 292318             | 2006 SW165             | 25 septembre 2006     | Spacewatch                        |
| 292319             | 2006 SA166             | 25 septembre 2006     | Spacewatch                        |
| 292320             | 2006 SN166             | 25 septembre 2006     | Spacewatch                        |
| 292321             | 2006 SK169             | 25 septembre 2006     | Spacewatch                        |
| 292322             | 2006 SQ169             | 25 septembre 2006     | Spacewatch                        |
| 292323             | 2006 SV170             | 25 septembre 2006     | Spacewatch                        |
| 292324             | 2006 SU174             | 25 septembre 2006     | Mt. Lemmon Survey                 |
| 292325             | 2006 SQ177             | 25 septembre 2006     | Spacewatch                        |
| 292326             | 2006 SU179             | 25 septembre 2006     | Spacewatch                        |
| 292327             | 2006 SW180             | 25 septembre 2006     | Mt. Lemmon Survey                 |
| 292328             | 2006 SX180             | 25 septembre 2006     | Mt. Lemmon Survey                 |
| 292329             | 2006 SW181             | 25 septembre 2006     | LONEOS                            |
| 292330             | 2006 SO183             | 25 septembre 2006     | Mt. Lemmon Survey                 |
| 292331             | 2006 SQ183             | 25 septembre 2006     | Mt. Lemmon Survey                 |
| 292332             | 2006 SX183             | 25 septembre 2006     | Spacewatch                        |
| 292333             | 2006 SZ184             | 25 septembre 2006     | Mt. Lemmon Survey                 |
| 292334             | 2006 SD186             | 25 septembre 2006     | Mt. Lemmon Survey                 |
| 292335             | 2006 SG186             | 25 septembre 2006     | Spacewatch                        |
| 292336             | 2006 SW186             | 25 septembre 2006     | Mt. Lemmon Survey                 |
| 292337             | 2006 SN188             | 26 septembre 2006     | Spacewatch                        |
| 292338             | 2006 SC192             | 26 septembre 2006     | Mt. Lemmon Survey                 |
| 292339             | 2006 SR192             | 26 septembre 2006     | Mt. Lemmon Survey                 |
| 292340             | 2006 SG194             | 26 septembre 2006     | Spacewatch                        |
| 292341             | 2006 SM195             | 26 septembre 2006     | Spacewatch                        |
| 292342             | 2006 ST196             | 26 septembre 2006     | Spacewatch                        |
| 292343             | 2006 SF198             | 25 septembre 2006     | Moletai                           |
| 292344             | 2006 SO199             | 24 septembre 2006     | Spacewatch                        |
| 292345             | 2006 SA202             | 24 septembre 2006     | Spacewatch                        |
| 292346             | 2006 SA206             | 25 septembre 2006     | LONEOS                            |
| 292347             | 2006 SE206             | 25 septembre 2006     | Mt. Lemmon Survey                 |
| 292348             | 2006 SB211             | 26 septembre 2006     | Spacewatch                        |
| 292349             | 2006 SM211             | 26 septembre 2006     | CSS                               |
| 292350             | 2006 SA215             | 27 septembre 2006     | Spacewatch                        |
| 292351             | 2006 ST216             | 27 septembre 2006     | Spacewatch                        |
| (292352) Nicolinha | 2006 SU218             | 26 septembre 2006     | Astronomical Research Observatory |
| 292353             | 2006 SB220             | 25 septembre 2006     | LINEAR                            |
| 292354             | 2006 SU221             | 25 septembre 2006     | Mt. Lemmon Survey                 |
| 292355             | 2006 SW225             | 26 septembre 2006     | Spacewatch                        |
| 292356             | 2006 SX226             | 26 septembre 2006     | Spacewatch                        |
| 292357             | 2006 SY226             | 26 septembre 2006     | Spacewatch                        |
| 292358             | 2006 SG236             | 26 septembre 2006     | Mt. Lemmon Survey                 |
| 292359             | 2006 SJ236             | 26 septembre 2006     | Mt. Lemmon Survey                 |
| 292360             | 2006 SB239             | 26 septembre 2006     | Mt. Lemmon Survey                 |
| 292361             | 2006 SL240             | 26 septembre 2006     | Spacewatch                        |
| 292362             | 2006 SD241             | 26 septembre 2006     | Spacewatch                        |
| 292363             | 2006 SN243             | 26 septembre 2006     | Spacewatch                        |
| 292364             | 2006 SR244             | 26 septembre 2006     | Spacewatch                        |
| 292365             | 2006 SB246             | 26 septembre 2006     | Mt. Lemmon Survey                 |
| 292366             | 2006 SY247             | 26 septembre 2006     | Mt. Lemmon Survey                 |
| 292367             | 2006 SH248             | 26 septembre 2006     | Mt. Lemmon Survey                 |
| 292368             | 2006 SF249             | 26 septembre 2006     | Spacewatch                        |
| 292369             | 2006 SJ249             | 26 septembre 2006     | Spacewatch                        |
| 292370             | 2006 SK250             | 26 septembre 2006     | Spacewatch                        |
| 292371             | 2006 SM251             | 26 septembre 2006     | Spacewatch                        |
| 292372             | 2006 SE253             | 26 septembre 2006     | Mt. Lemmon Survey                 |
| 292373             | 2006 SE255             | 26 septembre 2006     | CSS                               |
| 292374             | 2006 SU256             | 26 septembre 2006     | Spacewatch                        |
| 292375             | 2006 SA257             | 26 septembre 2006     | Spacewatch                        |
| 292376             | 2006 SF257             | 26 septembre 2006     | Spacewatch                        |
| 292377             | 2006 ST257             | 26 septembre 2006     | Spacewatch                        |
| 292378             | 2006 SD258             | 26 septembre 2006     | Spacewatch                        |
| 292379             | 2006 SQ258             | 26 septembre 2006     | Spacewatch                        |
| 292380             | 2006 SL259             | 26 septembre 2006     | Spacewatch                        |
| 292381             | 2006 SM261             | 26 septembre 2006     | Spacewatch                        |
| 292382             | 2006 SA262             | 26 septembre 2006     | Mt. Lemmon Survey                 |
| 292383             | 2006 SH262             | 26 septembre 2006     | Mt. Lemmon Survey                 |
| 292384             | 2006 SC263             | 26 septembre 2006     | Mt. Lemmon Survey                 |
| 292385             | 2006 SD265             | 26 septembre 2006     | Spacewatch                        |
| 292386             | 2006 SA266             | 26 septembre 2006     | Spacewatch                        |
| 292387             | 2006 SS266             | 26 septembre 2006     | Spacewatch                        |
| 292388             | 2006 SA267             | 26 septembre 2006     | Spacewatch                        |
| 292389             | 2006 SB267             | 26 septembre 2006     | Spacewatch                        |
| 292390             | 2006 SB268             | 26 septembre 2006     | Spacewatch                        |
| 292391             | 2006 SE268             | 26 septembre 2006     | Spacewatch                        |
| 292392             | 2006 SD269             | 26 septembre 2006     | Spacewatch                        |
| 292393             | 2006 SX269             | 26 septembre 2006     | Mt. Lemmon Survey                 |
| 292394             | 2006 SZ269             | 26 septembre 2006     | Mt. Lemmon Survey                 |
| 292395             | 2006 SA273             | 27 septembre 2006     | Mt. Lemmon Survey                 |
| 292396             | 2006 SW274             | 27 septembre 2006     | Mt. Lemmon Survey                 |
| 292397             | 2006 SA275             | 27 septembre 2006     | Spacewatch                        |
| 292398             | 2006 SY277             | 28 septembre 2006     | LINEAR                            |
| 292399             | 2006 SY278             | 28 septembre 2006     | Spacewatch                        |
| 292400             | 2006 SH279             | 28 septembre 2006     | Spacewatch                        |

### 292401-292500
| Nom                     | Désignation provisoire | Date de la découverte | Découvreur              |
| ----------------------- | ---------------------- | --------------------- | ----------------------- |
| 292401                  | 2006 SC281             | 29 septembre 2006     | LONEOS                  |
| 292402                  | 2006 SG283             | 26 septembre 2006     | LINEAR                  |
| 292403                  | 2006 SS284             | 28 septembre 2006     | LINEAR                  |
| 292404                  | 2006 SW285             | 25 septembre 2006     | Mt. Lemmon Survey       |
| 292405                  | 2006 SZ285             | 17 septembre 2006     | Spacewatch              |
| 292406                  | 2006 SE286             | 19 septembre 2006     | CSS                     |
| 292407                  | 2006 SF286             | 19 septembre 2006     | CSS                     |
| 292408                  | 2006 SL286             | 19 septembre 2006     | CSS                     |
| 292409                  | 2006 ST287             | 22 septembre 2006     | LONEOS                  |
| 292410                  | 2006 SJ288             | 25 septembre 2006     | CSS                     |
| 292411                  | 2006 SF290             | 30 septembre 2006     | CSS                     |
| 292412                  | 2006 SG290             | 30 septembre 2006     | CSS                     |
| 292413                  | 2006 SN292             | 25 septembre 2006     | Spacewatch              |
| 292414                  | 2006 SO295             | 25 septembre 2006     | Spacewatch              |
| 292415                  | 2006 SK296             | 25 septembre 2006     | Spacewatch              |
| 292416                  | 2006 SV296             | 25 septembre 2006     | Spacewatch              |
| 292417                  | 2006 SC298             | 25 septembre 2006     | Mt. Lemmon Survey       |
| 292418                  | 2006 SG300             | 26 septembre 2006     | CSS                     |
| 292419                  | 2006 SU302             | 27 septembre 2006     | Spacewatch              |
| 292420                  | 2006 ST304             | 27 septembre 2006     | Spacewatch              |
| 292421                  | 2006 SB305             | 27 septembre 2006     | Spacewatch              |
| 292422                  | 2006 SP306             | 27 septembre 2006     | Mt. Lemmon Survey       |
| 292423                  | 2006 SM311             | 27 septembre 2006     | Spacewatch              |
| 292424                  | 2006 SP313             | 27 septembre 2006     | Spacewatch              |
| 292425                  | 2006 SW313             | 27 septembre 2006     | Spacewatch              |
| 292426                  | 2006 SK315             | 27 septembre 2006     | Spacewatch              |
| 292427                  | 2006 SF321             | 27 septembre 2006     | Spacewatch              |
| 292428                  | 2006 SG321             | 27 septembre 2006     | Spacewatch              |
| 292429                  | 2006 SH322             | 27 septembre 2006     | Spacewatch              |
| 292430                  | 2006 SA326             | 27 septembre 2006     | Spacewatch              |
| 292431                  | 2006 SD330             | 27 septembre 2006     | Spacewatch              |
| 292432                  | 2006 SU330             | 28 septembre 2006     | Mt. Lemmon Survey       |
| 292433                  | 2006 SV332             | 28 septembre 2006     | Spacewatch              |
| 292434                  | 2006 SE335             | 28 septembre 2006     | Spacewatch              |
| 292435                  | 2006 SP335             | 28 septembre 2006     | Spacewatch              |
| 292436                  | 2006 SY336             | 28 septembre 2006     | Spacewatch              |
| 292437                  | 2006 SS338             | 28 septembre 2006     | Spacewatch              |
| 292438                  | 2006 SO346             | 28 septembre 2006     | Spacewatch              |
| 292439                  | 2006 SN348             | 28 septembre 2006     | Spacewatch              |
| 292440                  | 2006 SO349             | 29 septembre 2006     | LONEOS                  |
| 292441                  | 2006 SL351             | 30 septembre 2006     | CSS                     |
| 292442                  | 2006 SW351             | 30 septembre 2006     | CSS                     |
| 292443                  | 2006 SB352             | 30 septembre 2006     | CSS                     |
| 292444                  | 2006 SJ353             | 30 septembre 2006     | CSS                     |
| 292445                  | 2006 SY353             | 30 septembre 2006     | CSS                     |
| 292446                  | 2006 SY355             | 30 septembre 2006     | CSS                     |
| 292447                  | 2006 SL357             | 30 septembre 2006     | CSS                     |
| 292448                  | 2006 SN357             | 30 septembre 2006     | CSS                     |
| 292449                  | 2006 SO357             | 30 septembre 2006     | Mt. Lemmon Survey       |
| 292450                  | 2006 SV358             | 30 septembre 2006     | CSS                     |
| 292451                  | 2006 SF359             | 30 septembre 2006     | CSS                     |
| 292452                  | 2006 SU359             | 30 septembre 2006     | CSS                     |
| 292453                  | 2006 SX359             | 30 septembre 2006     | Healy, D.               |
| 292454                  | 2006 SQ360             | 30 septembre 2006     | Mt. Lemmon Survey       |
| 292455                  | 2006 SX360             | 30 septembre 2006     | Mt. Lemmon Survey       |
| 292456                  | 2006 SR362             | 30 septembre 2006     | Mt. Lemmon Survey       |
| 292457                  | 2006 SW365             | 30 septembre 2006     | Mt. Lemmon Survey       |
| 292458                  | 2006 SE366             | 30 septembre 2006     | Mt. Lemmon Survey       |
| (292459) Antoniolasciac | 2006 SO366             | 29 septembre 2006     | Farra d'Isonzo          |
| 292460                  | 2006 SH372             | 23 septembre 2006     | Spacewatch              |
| 292461                  | 2006 SA373             | 28 septembre 2006     | CSS                     |
| 292462                  | 2006 SZ373             | 16 septembre 2006     | Becker, A. C.           |
| 292463                  | 2006 SN375             | 17 septembre 2006     | Becker, A. C.           |
| 292464                  | 2006 SU375             | 17 septembre 2006     | Becker, A. C.           |
| 292465                  | 2006 SY375             | 17 septembre 2006     | Becker, A. C.           |
| 292466                  | 2006 SX377             | 17 septembre 2006     | Becker, A. C.           |
| 292467                  | 2006 SE378             | 18 septembre 2006     | Becker, A. C.           |
| 292468                  | 2006 SP380             | 27 septembre 2006     | Becker, A. C.           |
| 292469                  | 2006 ST380             | 27 septembre 2006     | Becker, A. C.           |
| 292470                  | 2006 SB382             | 28 septembre 2006     | Becker, A. C.           |
| 292471                  | 2006 SQ387             | 30 septembre 2006     | Becker, A. C.           |
| 292472                  | 2006 SX388             | 30 septembre 2006     | Becker, A. C.           |
| 292473                  | 2006 SS389             | 30 septembre 2006     | Becker, A. C.           |
| 292474                  | 2006 SV390             | 17 septembre 2006     | CSS                     |
| 292475                  | 2006 SF391             | 17 septembre 2006     | Spacewatch              |
| 292476                  | 2006 SB392             | 19 septembre 2006     | Spacewatch              |
| 292477                  | 2006 SD392             | 19 septembre 2006     | Spacewatch              |
| 292478                  | 2006 SG392             | 25 septembre 2006     | Spacewatch              |
| 292479                  | 2006 ST392             | 26 septembre 2006     | Spacewatch              |
| 292480                  | 2006 SQ393             | 28 septembre 2006     | Spacewatch              |
| 292481                  | 2006 ST393             | 30 septembre 2006     | Mt. Lemmon Survey       |
| 292482                  | 2006 SM398             | 16 septembre 2006     | Spacewatch              |
| 292483                  | 2006 SR398             | 17 septembre 2006     | Spacewatch              |
| 292484                  | 2006 SV399             | 18 septembre 2006     | CSS                     |
| 292485                  | 2006 SZ399             | 18 septembre 2006     | Spacewatch              |
| 292486                  | 2006 SK400             | 19 septembre 2006     | CSS                     |
| 292487                  | 2006 SB401             | 26 septembre 2006     | Mt. Lemmon Survey       |
| 292488                  | 2006 SJ401             | 27 septembre 2006     | Mt. Lemmon Survey       |
| 292489                  | 2006 SV401             | 28 septembre 2006     | Mt. Lemmon Survey       |
| (292490) Sienkiewicz    | 2006 SH406             | 24 septembre 2006     | Moletai                 |
| 292491                  | 2006 SK406             | 28 septembre 2006     | Spacewatch              |
| 292492                  | 2006 SZ406             | 26 septembre 2006     | CSS                     |
| 292493                  | 2006 SS410             | 18 septembre 2006     | Spacewatch              |
| 292494                  | 2006 SM412             | 28 septembre 2006     | CSS                     |
| 292495                  | 2006 SP413             | 30 septembre 2006     | CSS                     |
| 292496                  | 2006 TU4               | 2 octobre 2006        | Mt. Lemmon Survey       |
| 292497                  | 2006 TX7               | 12 octobre 2006       | Sheridan, E.            |
| 292498                  | 2006 TQ9               | 1er octobre 2006      | Sarneczky, K.           |
| 292499                  | 2006 TQ10              | 14 octobre 2006       | Sarneczky, K., Kuli, Z. |
| 292500                  | 2006 TB13              | 10 octobre 2006       | NEAT                    |

### 292501-292600
| Nom    | Désignation provisoire | Date de la découverte | Découvreur                                          |
| ------ | ---------------------- | --------------------- | --------------------------------------------------- |
| 292501 | 2006 TO13              | 10 octobre 2006       | NEAT                                                |
| 292502 | 2006 TW13              | 10 octobre 2006       | NEAT                                                |
| 292503 | 2006 TD15              | 11 octobre 2006       | Spacewatch                                          |
| 292504 | 2006 TC16              | 11 octobre 2006       | Spacewatch                                          |
| 292505 | 2006 TJ17              | 11 octobre 2006       | Spacewatch                                          |
| 292506 | 2006 TW17              | 11 octobre 2006       | Spacewatch                                          |
| 292507 | 2006 TB18              | 11 octobre 2006       | Spacewatch                                          |
| 292508 | 2006 TP18              | 11 octobre 2006       | Spacewatch                                          |
| 292509 | 2006 TS20              | 11 octobre 2006       | Spacewatch                                          |
| 292510 | 2006 TP22              | 11 octobre 2006       | Spacewatch                                          |
| 292511 | 2006 TL24              | 12 octobre 2006       | Spacewatch                                          |
| 292512 | 2006 TS26              | 12 octobre 2006       | Spacewatch                                          |
| 292513 | 2006 TU27              | 12 octobre 2006       | Spacewatch                                          |
| 292514 | 2006 TU28              | 12 octobre 2006       | Spacewatch                                          |
| 292515 | 2006 TA31              | 12 octobre 2006       | Spacewatch                                          |
| 292516 | 2006 TN31              | 12 octobre 2006       | Spacewatch                                          |
| 292517 | 2006 TA32              | 12 octobre 2006       | Spacewatch                                          |
| 292518 | 2006 TL32              | 12 octobre 2006       | Spacewatch                                          |
| 292519 | 2006 TU32              | 12 octobre 2006       | Spacewatch                                          |
| 292520 | 2006 TH34              | 12 octobre 2006       | Spacewatch                                          |
| 292521 | 2006 TW35              | 12 octobre 2006       | Spacewatch                                          |
| 292522 | 2006 TH36              | 12 octobre 2006       | Spacewatch                                          |
| 292523 | 2006 TY36              | 12 octobre 2006       | Spacewatch                                          |
| 292524 | 2006 TZ36              | 12 octobre 2006       | Spacewatch                                          |
| 292525 | 2006 TM37              | 12 octobre 2006       | Spacewatch                                          |
| 292526 | 2006 TX37              | 12 octobre 2006       | Spacewatch                                          |
| 292527 | 2006 TD38              | 12 octobre 2006       | Spacewatch                                          |
| 292528 | 2006 TL39              | 12 octobre 2006       | Spacewatch                                          |
| 292529 | 2006 TD40              | 12 octobre 2006       | Spacewatch                                          |
| 292530 | 2006 TZ40              | 12 octobre 2006       | Spacewatch                                          |
| 292531 | 2006 TH41              | 12 octobre 2006       | Spacewatch                                          |
| 292532 | 2006 TO44              | 12 octobre 2006       | Spacewatch                                          |
| 292533 | 2006 TH45              | 12 octobre 2006       | Spacewatch                                          |
| 292534 | 2006 TR45              | 12 octobre 2006       | Spacewatch                                          |
| 292535 | 2006 TY45              | 12 octobre 2006       | Spacewatch                                          |
| 292536 | 2006 TN46              | 12 octobre 2006       | Spacewatch                                          |
| 292537 | 2006 TO46              | 12 octobre 2006       | Spacewatch                                          |
| 292538 | 2006 TU46              | 12 octobre 2006       | Spacewatch                                          |
| 292539 | 2006 TC47              | 12 octobre 2006       | Spacewatch                                          |
| 292540 | 2006 TV47              | 12 octobre 2006       | Spacewatch                                          |
| 292541 | 2006 TC48              | 12 octobre 2006       | Spacewatch                                          |
| 292542 | 2006 TH48              | 12 octobre 2006       | Spacewatch                                          |
| 292543 | 2006 TF50              | 12 octobre 2006       | NEAT                                                |
| 292544 | 2006 TT53              | 12 octobre 2006       | Spacewatch                                          |
| 292545 | 2006 TQ54              | 12 octobre 2006       | NEAT                                                |
| 292546 | 2006 TT54              | 12 octobre 2006       | NEAT                                                |
| 292547 | 2006 TE55              | 12 octobre 2006       | NEAT                                                |
| 292548 | 2006 TR55              | 12 octobre 2006       | NEAT                                                |
| 292549 | 2006 TL60              | 13 octobre 2006       | Spacewatch                                          |
| 292550 | 2006 TV60              | 14 octobre 2006       | Bickel, W.                                          |
| 292551 | 2006 TR61              | 3 octobre 2006        | CSS                                                 |
| 292552 | 2006 TF63              | 10 octobre 2006       | NEAT                                                |
| 292553 | 2006 TJ64              | 11 octobre 2006       | NEAT                                                |
| 292554 | 2006 TS65              | 11 octobre 2006       | NEAT                                                |
| 292555 | 2006 TP66              | 11 octobre 2006       | NEAT                                                |
| 292556 | 2006 TX66              | 11 octobre 2006       | NEAT                                                |
| 292557 | 2006 TF67              | 11 octobre 2006       | NEAT                                                |
| 292558 | 2006 TP69              | 11 octobre 2006       | NEAT                                                |
| 292559 | 2006 TY69              | 11 octobre 2006       | NEAT                                                |
| 292560 | 2006 TR70              | 11 octobre 2006       | NEAT                                                |
| 292561 | 2006 TT70              | 11 octobre 2006       | NEAT                                                |
| 292562 | 2006 TF71              | 11 octobre 2006       | NEAT                                                |
| 292563 | 2006 TG71              | 11 octobre 2006       | NEAT                                                |
| 292564 | 2006 TL71              | 11 octobre 2006       | NEAT                                                |
| 292565 | 2006 TJ73              | 11 octobre 2006       | NEAT                                                |
| 292566 | 2006 TO75              | 11 octobre 2006       | NEAT                                                |
| 292567 | 2006 TJ76              | 11 octobre 2006       | NEAT                                                |
| 292568 | 2006 TT76              | 11 octobre 2006       | NEAT                                                |
| 292569 | 2006 TX76              | 11 octobre 2006       | NEAT                                                |
| 292570 | 2006 TW78              | 12 octobre 2006       | NEAT                                                |
| 292571 | 2006 TN79              | 13 octobre 2006       | Spacewatch                                          |
| 292572 | 2006 TH80              | 13 octobre 2006       | Spacewatch                                          |
| 292573 | 2006 TY80              | 13 octobre 2006       | Spacewatch                                          |
| 292574 | 2006 TC83              | 13 octobre 2006       | Spacewatch                                          |
| 292575 | 2006 TW84              | 13 octobre 2006       | Spacewatch                                          |
| 292576 | 2006 TD87              | 13 octobre 2006       | Spacewatch                                          |
| 292577 | 2006 TG87              | 13 octobre 2006       | Spacewatch                                          |
| 292578 | 2006 TU87              | 13 octobre 2006       | Spacewatch                                          |
| 292579 | 2006 TR89              | 13 octobre 2006       | Spacewatch                                          |
| 292580 | 2006 TX89              | 13 octobre 2006       | Spacewatch                                          |
| 292581 | 2006 TJ91              | 13 octobre 2006       | Spacewatch                                          |
| 292582 | 2006 TT91              | 13 octobre 2006       | Spacewatch                                          |
| 292583 | 2006 TT92              | 15 octobre 2006       | Spacewatch                                          |
| 292584 | 2006 TH94              | 15 octobre 2006       | CSS                                                 |
| 292585 | 2006 TP95              | 11 octobre 2006       | NEAT                                                |
| 292586 | 2006 TG97              | 13 octobre 2006       | Spacewatch                                          |
| 292587 | 2006 TT98              | 15 octobre 2006       | Spacewatch                                          |
| 292588 | 2006 TL99              | 15 octobre 2006       | Spacewatch                                          |
| 292589 | 2006 TC100             | 15 octobre 2006       | Spacewatch                                          |
| 292590 | 2006 TB101             | 15 octobre 2006       | Spacewatch                                          |
| 292591 | 2006 TQ101             | 15 octobre 2006       | Spacewatch                                          |
| 292592 | 2006 TW101             | 15 octobre 2006       | Spacewatch                                          |
| 292593 | 2006 TY101             | 15 octobre 2006       | Spacewatch                                          |
| 292594 | 2006 TL103             | 15 octobre 2006       | Spacewatch                                          |
| 292595 | 2006 TH104             | 15 octobre 2006       | Spacewatch                                          |
| 292596 | 2006 TN105             | 15 octobre 2006       | Spacewatch                                          |
| 292597 | 2006 TO106             | 15 octobre 2006       | CSS                                                 |
| 292598 | 2006 TT106             | 15 octobre 2006       | Lin, C.-S., Ye, Q.-z.                               |
| 292599 | 2006 TR107             | 12 octobre 2006       | Siding Spring Survey                                |
| 292600 | 2006 TU107             | 11 octobre 2006       | Sloan Digital Sky Survey Linked Object Catalog team |

### 292601-292700
| Nom    | Désignation provisoire | Date de la découverte | Découvreur              |
| ------ | ---------------------- | --------------------- | ----------------------- |
| 292601 | 2006 TX108             | 2 octobre 2006        | Mt. Lemmon Survey       |
| 292602 | 2006 TZ108             | 2 octobre 2006        | CSS                     |
| 292603 | 2006 TC109             | 2 octobre 2006        | Mt. Lemmon Survey       |
| 292604 | 2006 TN109             | 4 octobre 2006        | Mt. Lemmon Survey       |
| 292605 | 2006 TS111             | 1er octobre 2006      | Becker, A. C.           |
| 292606 | 2006 TD115             | 1er octobre 2006      | Becker, A. C.           |
| 292607 | 2006 TX115             | 2 octobre 2006        | Becker, A. C.           |
| 292608 | 2006 TA117             | 3 octobre 2006        | Becker, A. C.           |
| 292609 | 2006 TW120             | 12 octobre 2006       | Becker, A. C.           |
| 292610 | 2006 TW121             | 4 octobre 2006        | Mt. Lemmon Survey       |
| 292611 | 2006 TN124             | 3 octobre 2006        | Mt. Lemmon Survey       |
| 292612 | 2006 TB128             | 13 octobre 2006       | Spacewatch              |
| 292613 | 2006 TL128             | 15 octobre 2006       | Spacewatch              |
| 292614 | 2006 TO129             | 2 octobre 2006        | Mt. Lemmon Survey       |
| 292615 | 2006 UC1               | 16 octobre 2006       | Ries, W.                |
| 292616 | 2006 UE1               | 16 octobre 2006       | Sarneczky, K., Kuli, Z. |
| 292617 | 2006 US2               | 16 octobre 2006       | Mt. Lemmon Survey       |
| 292618 | 2006 UC3               | 16 octobre 2006       | CSS                     |
| 292619 | 2006 UH5               | 16 octobre 2006       | CSS                     |
| 292620 | 2006 UL6               | 16 octobre 2006       | CSS                     |
| 292621 | 2006 UD7               | 16 octobre 2006       | CSS                     |
| 292622 | 2006 UN7               | 16 octobre 2006       | CSS                     |
| 292623 | 2006 UD9               | 16 octobre 2006       | CSS                     |
| 292624 | 2006 UG9               | 16 octobre 2006       | CSS                     |
| 292625 | 2006 UH18              | 16 octobre 2006       | Bickel, W.              |
| 292626 | 2006 UP19              | 16 octobre 2006       | Spacewatch              |
| 292627 | 2006 UW19              | 16 octobre 2006       | Spacewatch              |
| 292628 | 2006 UL20              | 16 octobre 2006       | Spacewatch              |
| 292629 | 2006 UQ21              | 16 octobre 2006       | Spacewatch              |
| 292630 | 2006 UD23              | 16 octobre 2006       | Molnar, L. A.           |
| 292631 | 2006 UZ23              | 16 octobre 2006       | Spacewatch              |
| 292632 | 2006 UR24              | 16 octobre 2006       | Spacewatch              |
| 292633 | 2006 UL25              | 16 octobre 2006       | Spacewatch              |
| 292634 | 2006 UB27              | 16 octobre 2006       | Spacewatch              |
| 292635 | 2006 UG27              | 16 octobre 2006       | Spacewatch              |
| 292636 | 2006 UM29              | 16 octobre 2006       | Spacewatch              |
| 292637 | 2006 UW29              | 16 octobre 2006       | Spacewatch              |
| 292638 | 2006 UC30              | 16 octobre 2006       | Spacewatch              |
| 292639 | 2006 UG33              | 16 octobre 2006       | Spacewatch              |
| 292640 | 2006 UZ34              | 16 octobre 2006       | Spacewatch              |
| 292641 | 2006 UZ35              | 16 octobre 2006       | Spacewatch              |
| 292642 | 2006 UT36              | 16 octobre 2006       | Spacewatch              |
| 292643 | 2006 UD37              | 16 octobre 2006       | Spacewatch              |
| 292644 | 2006 UB38              | 16 octobre 2006       | Spacewatch              |
| 292645 | 2006 UP38              | 16 octobre 2006       | Spacewatch              |
| 292646 | 2006 UT38              | 16 octobre 2006       | Spacewatch              |
| 292647 | 2006 UT39              | 16 octobre 2006       | Spacewatch              |
| 292648 | 2006 UB44              | 16 octobre 2006       | Spacewatch              |
| 292649 | 2006 UG45              | 16 octobre 2006       | Spacewatch              |
| 292650 | 2006 UZ50              | 17 octobre 2006       | Mt. Lemmon Survey       |
| 292651 | 2006 UP51              | 17 octobre 2006       | Spacewatch              |
| 292652 | 2006 UR51              | 17 octobre 2006       | Spacewatch              |
| 292653 | 2006 UB52              | 17 octobre 2006       | Mt. Lemmon Survey       |
| 292654 | 2006 UO52              | 17 octobre 2006       | CSS                     |
| 292655 | 2006 UP52              | 17 octobre 2006       | CSS                     |
| 292656 | 2006 UC53              | 17 octobre 2006       | Mt. Lemmon Survey       |
| 292657 | 2006 UY53              | 17 octobre 2006       | Mt. Lemmon Survey       |
| 292658 | 2006 UQ54              | 17 octobre 2006       | CSS                     |
| 292659 | 2006 UK57              | 18 octobre 2006       | Spacewatch              |
| 292660 | 2006 UZ57              | 18 octobre 2006       | Spacewatch              |
| 292661 | 2006 UV58              | 19 octobre 2006       | Mt. Lemmon Survey       |
| 292662 | 2006 UA60              | 19 octobre 2006       | CSS                     |
| 292663 | 2006 UC62              | 21 octobre 2006       | Stevens, B. L.          |
| 292664 | 2006 UL65              | 16 octobre 2006       | Mt. Lemmon Survey       |
| 292665 | 2006 UO66              | 16 octobre 2006       | Spacewatch              |
| 292666 | 2006 UY66              | 16 octobre 2006       | Mt. Lemmon Survey       |
| 292667 | 2006 UD69              | 16 octobre 2006       | CSS                     |
| 292668 | 2006 UX69              | 16 octobre 2006       | CSS                     |
| 292669 | 2006 UM74              | 17 octobre 2006       | Spacewatch              |
| 292670 | 2006 UA75              | 17 octobre 2006       | Spacewatch              |
| 292671 | 2006 UK75              | 17 octobre 2006       | Mt. Lemmon Survey       |
| 292672 | 2006 UT76              | 17 octobre 2006       | Spacewatch              |
| 292673 | 2006 UK78              | 17 octobre 2006       | Spacewatch              |
| 292674 | 2006 UM79              | 17 octobre 2006       | Spacewatch              |
| 292675 | 2006 UB81              | 17 octobre 2006       | Spacewatch              |
| 292676 | 2006 UK83              | 17 octobre 2006       | Mt. Lemmon Survey       |
| 292677 | 2006 US83              | 17 octobre 2006       | Spacewatch              |
| 292678 | 2006 UF84              | 17 octobre 2006       | Mt. Lemmon Survey       |
| 292679 | 2006 UR84              | 17 octobre 2006       | Spacewatch              |
| 292680 | 2006 UR89              | 17 octobre 2006       | Spacewatch              |
| 292681 | 2006 UO90              | 17 octobre 2006       | Spacewatch              |
| 292682 | 2006 UN92              | 18 octobre 2006       | Spacewatch              |
| 292683 | 2006 UB93              | 18 octobre 2006       | Spacewatch              |
| 292684 | 2006 UW93              | 18 octobre 2006       | Spacewatch              |
| 292685 | 2006 UL94              | 18 octobre 2006       | Spacewatch              |
| 292686 | 2006 UV96              | 18 octobre 2006       | Spacewatch              |
| 292687 | 2006 UG97              | 18 octobre 2006       | Spacewatch              |
| 292688 | 2006 UM97              | 18 octobre 2006       | Spacewatch              |
| 292689 | 2006 UB98              | 18 octobre 2006       | Spacewatch              |
| 292690 | 2006 UO98              | 18 octobre 2006       | Spacewatch              |
| 292691 | 2006 UB99              | 18 octobre 2006       | Spacewatch              |
| 292692 | 2006 UL99              | 18 octobre 2006       | Spacewatch              |
| 292693 | 2006 UZ110             | 19 octobre 2006       | Spacewatch              |
| 292694 | 2006 UB111             | 19 octobre 2006       | Spacewatch              |
| 292695 | 2006 UZ113             | 19 octobre 2006       | Spacewatch              |
| 292696 | 2006 UD117             | 19 octobre 2006       | Spacewatch              |
| 292697 | 2006 UW117             | 19 octobre 2006       | Spacewatch              |
| 292698 | 2006 UE121             | 19 octobre 2006       | Spacewatch              |
| 292699 | 2006 UF121             | 19 octobre 2006       | Spacewatch              |
| 292700 | 2006 UV121             | 19 octobre 2006       | Spacewatch              |

### 292701-292800
| Nom    | Désignation provisoire | Date de la découverte | Découvreur        |
| ------ | ---------------------- | --------------------- | ----------------- |
| 292701 | 2006 UZ121             | 19 octobre 2006       | Spacewatch        |
| 292702 | 2006 UK122             | 19 octobre 2006       | Spacewatch        |
| 292703 | 2006 UE123             | 19 octobre 2006       | Spacewatch        |
| 292704 | 2006 UW123             | 19 octobre 2006       | Spacewatch        |
| 292705 | 2006 US124             | 19 octobre 2006       | Mt. Lemmon Survey |
| 292706 | 2006 UU124             | 19 octobre 2006       | Mt. Lemmon Survey |
| 292707 | 2006 UJ126             | 19 octobre 2006       | Spacewatch        |
| 292708 | 2006 UC127             | 19 octobre 2006       | Spacewatch        |
| 292709 | 2006 UM127             | 19 octobre 2006       | Spacewatch        |
| 292710 | 2006 US127             | 19 octobre 2006       | CSS               |
| 292711 | 2006 UD128             | 19 octobre 2006       | Spacewatch        |
| 292712 | 2006 UJ128             | 19 octobre 2006       | Spacewatch        |
| 292713 | 2006 UD130             | 19 octobre 2006       | Spacewatch        |
| 292714 | 2006 UU130             | 19 octobre 2006       | Spacewatch        |
| 292715 | 2006 UJ132             | 19 octobre 2006       | CSS               |
| 292716 | 2006 UU133             | 19 octobre 2006       | Spacewatch        |
| 292717 | 2006 UC135             | 19 octobre 2006       | Spacewatch        |
| 292718 | 2006 UP136             | 19 octobre 2006       | Mt. Lemmon Survey |
| 292719 | 2006 UH137             | 19 octobre 2006       | Mt. Lemmon Survey |
| 292720 | 2006 UK138             | 19 octobre 2006       | Spacewatch        |
| 292721 | 2006 UL138             | 19 octobre 2006       | Spacewatch        |
| 292722 | 2006 UK139             | 19 octobre 2006       | Spacewatch        |
| 292723 | 2006 UP140             | 19 octobre 2006       | Spacewatch        |
| 292724 | 2006 UX140             | 19 octobre 2006       | Spacewatch        |
| 292725 | 2006 UH141             | 19 octobre 2006       | Mt. Lemmon Survey |
| 292726 | 2006 UY141             | 19 octobre 2006       | Spacewatch        |
| 292727 | 2006 UV142             | 19 octobre 2006       | Spacewatch        |
| 292728 | 2006 US143             | 19 octobre 2006       | Spacewatch        |
| 292729 | 2006 UU143             | 19 octobre 2006       | NEAT              |
| 292730 | 2006 US153             | 21 octobre 2006       | Spacewatch        |
| 292731 | 2006 UH155             | 21 octobre 2006       | CSS               |
| 292732 | 2006 UY155             | 21 octobre 2006       | Mt. Lemmon Survey |
| 292733 | 2006 UG156             | 21 octobre 2006       | Mt. Lemmon Survey |
| 292734 | 2006 UM157             | 21 octobre 2006       | Mt. Lemmon Survey |
| 292735 | 2006 UO162             | 21 octobre 2006       | Mt. Lemmon Survey |
| 292736 | 2006 UL164             | 21 octobre 2006       | Mt. Lemmon Survey |
| 292737 | 2006 UG167             | 21 octobre 2006       | Mt. Lemmon Survey |
| 292738 | 2006 UM171             | 21 octobre 2006       | Mt. Lemmon Survey |
| 292739 | 2006 UR171             | 21 octobre 2006       | Mt. Lemmon Survey |
| 292740 | 2006 UV171             | 21 octobre 2006       | Mt. Lemmon Survey |
| 292741 | 2006 UH172             | 21 octobre 2006       | Mt. Lemmon Survey |
| 292742 | 2006 UV172             | 22 octobre 2006       | Spacewatch        |
| 292743 | 2006 UO173             | 22 octobre 2006       | Mt. Lemmon Survey |
| 292744 | 2006 UP173             | 22 octobre 2006       | Mt. Lemmon Survey |
| 292745 | 2006 UN174             | 19 octobre 2006       | CSS               |
| 292746 | 2006 UU174             | 16 octobre 2006       | Bickel, W.        |
| 292747 | 2006 UD175             | 16 octobre 2006       | CSS               |
| 292748 | 2006 UG176             | 16 octobre 2006       | CSS               |
| 292749 | 2006 UX176             | 16 octobre 2006       | CSS               |
| 292750 | 2006 UT177             | 16 octobre 2006       | CSS               |
| 292751 | 2006 UE178             | 16 octobre 2006       | CSS               |
| 292752 | 2006 UH179             | 16 octobre 2006       | CSS               |
| 292753 | 2006 UJ183             | 17 octobre 2006       | CSS               |
| 292754 | 2006 UH184             | 19 octobre 2006       | NEAT              |
| 292755 | 2006 UU185             | 17 octobre 2006       | CSS               |
| 292756 | 2006 UV185             | 17 octobre 2006       | CSS               |
| 292757 | 2006 UX185             | 17 octobre 2006       | CSS               |
| 292758 | 2006 UH186             | 17 octobre 2006       | CSS               |
| 292759 | 2006 UO186             | 17 octobre 2006       | CSS               |
| 292760 | 2006 UQ186             | 17 octobre 2006       | Spacewatch        |
| 292761 | 2006 UB188             | 19 octobre 2006       | CSS               |
| 292762 | 2006 UO191             | 19 octobre 2006       | CSS               |
| 292763 | 2006 UC192             | 19 octobre 2006       | CSS               |
| 292764 | 2006 UE192             | 19 octobre 2006       | CSS               |
| 292765 | 2006 UR192             | 19 octobre 2006       | CSS               |
| 292766 | 2006 UX193             | 20 octobre 2006       | Spacewatch        |
| 292767 | 2006 UL199             | 20 octobre 2006       | Spacewatch        |
| 292768 | 2006 UQ199             | 21 octobre 2006       | CSS               |
| 292769 | 2006 UA201             | 21 octobre 2006       | Spacewatch        |
| 292770 | 2006 UU203             | 22 octobre 2006       | NEAT              |
| 292771 | 2006 UL204             | 22 octobre 2006       | Spacewatch        |
| 292772 | 2006 UR204             | 22 octobre 2006       | NEAT              |
| 292773 | 2006 UH205             | 23 octobre 2006       | Spacewatch        |
| 292774 | 2006 UA209             | 23 octobre 2006       | Spacewatch        |
| 292775 | 2006 UB211             | 23 octobre 2006       | Spacewatch        |
| 292776 | 2006 UM211             | 23 octobre 2006       | Spacewatch        |
| 292777 | 2006 UE213             | 23 octobre 2006       | Spacewatch        |
| 292778 | 2006 UB214             | 23 octobre 2006       | Spacewatch        |
| 292779 | 2006 UB215             | 26 octobre 2006       | Endate, K.        |
| 292780 | 2006 UH215             | 27 octobre 2006       | Molnar, L. A.     |
| 292781 | 2006 UU215             | 27 octobre 2006       | Mt. Lemmon Survey |
| 292782 | 2006 US218             | 16 octobre 2006       | Spacewatch        |
| 292783 | 2006 UU218             | 16 octobre 2006       | CSS               |
| 292784 | 2006 UM219             | 16 octobre 2006       | Spacewatch        |
| 292785 | 2006 UO220             | 17 octobre 2006       | Spacewatch        |
| 292786 | 2006 UE222             | 17 octobre 2006       | CSS               |
| 292787 | 2006 UM222             | 17 octobre 2006       | CSS               |
| 292788 | 2006 UE223             | 17 octobre 2006       | CSS               |
| 292789 | 2006 UJ223             | 17 octobre 2006       | CSS               |
| 292790 | 2006 UF224             | 19 octobre 2006       | NEAT              |
| 292791 | 2006 UH225             | 19 octobre 2006       | CSS               |
| 292792 | 2006 UK225             | 19 octobre 2006       | Spacewatch        |
| 292793 | 2006 UC226             | 20 octobre 2006       | Spacewatch        |
| 292794 | 2006 UF228             | 20 octobre 2006       | Spacewatch        |
| 292795 | 2006 UO228             | 20 octobre 2006       | NEAT              |
| 292796 | 2006 UV228             | 20 octobre 2006       | NEAT              |
| 292797 | 2006 UX232             | 21 octobre 2006       | NEAT              |
| 292798 | 2006 US233             | 22 octobre 2006       | Mt. Lemmon Survey |
| 292799 | 2006 UE234             | 22 octobre 2006       | Spacewatch        |
| 292800 | 2006 UJ237             | 23 octobre 2006       | Spacewatch        |

### 292801-292900
| Nom                  | Désignation provisoire | Date de la découverte | Découvreur                        |
| -------------------- | ---------------------- | --------------------- | --------------------------------- |
| 292801               | 2006 UA241             | 23 octobre 2006       | Mt. Lemmon Survey                 |
| 292802               | 2006 UK242             | 27 octobre 2006       | Spacewatch                        |
| 292803               | 2006 UE243             | 27 octobre 2006       | Mt. Lemmon Survey                 |
| 292804               | 2006 UO243             | 27 octobre 2006       | Mt. Lemmon Survey                 |
| 292805               | 2006 US244             | 27 octobre 2006       | Mt. Lemmon Survey                 |
| 292806               | 2006 US246             | 27 octobre 2006       | Mt. Lemmon Survey                 |
| 292807               | 2006 UK248             | 27 octobre 2006       | Mt. Lemmon Survey                 |
| 292808               | 2006 UX248             | 27 octobre 2006       | Mt. Lemmon Survey                 |
| 292809               | 2006 UK250             | 27 octobre 2006       | Mt. Lemmon Survey                 |
| 292810               | 2006 UA251             | 27 octobre 2006       | Mt. Lemmon Survey                 |
| 292811               | 2006 UY252             | 27 octobre 2006       | Mt. Lemmon Survey                 |
| 292812               | 2006 UJ253             | 27 octobre 2006       | Mt. Lemmon Survey                 |
| 292813               | 2006 UP254             | 27 octobre 2006       | Mt. Lemmon Survey                 |
| 292814               | 2006 UT254             | 27 octobre 2006       | Mt. Lemmon Survey                 |
| 292815               | 2006 UX254             | 27 octobre 2006       | Mt. Lemmon Survey                 |
| 292816               | 2006 UZ254             | 27 octobre 2006       | Mt. Lemmon Survey                 |
| 292817               | 2006 UH255             | 27 octobre 2006       | Mt. Lemmon Survey                 |
| 292818               | 2006 UR257             | 28 octobre 2006       | Mt. Lemmon Survey                 |
| 292819               | 2006 UG261             | 28 octobre 2006       | CSS                               |
| 292820               | 2006 UF262             | 28 octobre 2006       | Mt. Lemmon Survey                 |
| 292821               | 2006 UC265             | 27 octobre 2006       | Mt. Lemmon Survey                 |
| 292822               | 2006 UU266             | 27 octobre 2006       | Spacewatch                        |
| 292823               | 2006 UQ269             | 27 octobre 2006       | Spacewatch                        |
| 292824               | 2006 UV270             | 27 octobre 2006       | Mt. Lemmon Survey                 |
| 292825               | 2006 UM271             | 27 octobre 2006       | Mt. Lemmon Survey                 |
| 292826               | 2006 UW272             | 27 octobre 2006       | Spacewatch                        |
| 292827               | 2006 UZ272             | 27 octobre 2006       | Spacewatch                        |
| 292828               | 2006 UG273             | 27 octobre 2006       | Spacewatch                        |
| 292829               | 2006 UB274             | 27 octobre 2006       | Spacewatch                        |
| 292830               | 2006 UH275             | 28 octobre 2006       | Spacewatch                        |
| 292831               | 2006 UA276             | 28 octobre 2006       | Spacewatch                        |
| 292832               | 2006 UH281             | 28 octobre 2006       | Mt. Lemmon Survey                 |
| 292833               | 2006 UP281             | 28 octobre 2006       | Mt. Lemmon Survey                 |
| 292834               | 2006 UV281             | 28 octobre 2006       | Mt. Lemmon Survey                 |
| 292835               | 2006 UW282             | 28 octobre 2006       | Spacewatch                        |
| 292836               | 2006 UG283             | 28 octobre 2006       | Spacewatch                        |
| 292837               | 2006 UH283             | 28 octobre 2006       | Spacewatch                        |
| 292838               | 2006 UN284             | 28 octobre 2006       | Spacewatch                        |
| 292839               | 2006 UH285             | 28 octobre 2006       | Mt. Lemmon Survey                 |
| 292840               | 2006 UB289             | 31 octobre 2006       | Spacewatch                        |
| 292841               | 2006 UA290             | 31 octobre 2006       | Spacewatch                        |
| 292842               | 2006 UD295             | 19 octobre 2006       | Buie, M. W.                       |
| 292843               | 2006 UC299             | 19 octobre 2006       | Buie, M. W.                       |
| 292844               | 2006 UY300             | 19 octobre 2006       | Buie, M. W.                       |
| 292845               | 2006 UX325             | 20 octobre 2006       | Buie, M. W.                       |
| 292846               | 2006 UP327             | 28 octobre 2006       | Mt. Lemmon Survey                 |
| 292847               | 2006 UP328             | 19 octobre 2006       | Spacewatch                        |
| 292848               | 2006 UZ328             | 21 octobre 2006       | Mt. Lemmon Survey                 |
| 292849               | 2006 UG329             | 22 octobre 2006       | Spacewatch                        |
| 292850               | 2006 UZ329             | 22 octobre 2006       | Mt. Lemmon Survey                 |
| 292851               | 2006 UL332             | 21 octobre 2006       | Becker, A. C.                     |
| 292852               | 2006 US334             | 20 octobre 2006       | Mt. Lemmon Survey                 |
| 292853               | 2006 UY334             | 21 octobre 2006       | Spacewatch                        |
| 292854               | 2006 UN338             | 28 octobre 2006       | Mt. Lemmon Survey                 |
| 292855               | 2006 UQ338             | 31 octobre 2006       | Mt. Lemmon Survey                 |
| (292856) Peeters     | 2006 UE341             | 26 octobre 2006       | Wiegert, P. A.                    |
| 292857               | 2006 US358             | 18 octobre 2006       | Spacewatch                        |
| 292858               | 2006 UW360             | 23 octobre 2006       | Mt. Lemmon Survey                 |
| 292859               | 2006 UK361             | 22 octobre 2006       | CSS                               |
| 292860               | 2006 VW                | 1er novembre 2006     | Mt. Lemmon Survey                 |
| 292861               | 2006 VZ                | 1er novembre 2006     | Spacewatch                        |
| 292862               | 2006 VM1               | 1er novembre 2006     | Mt. Lemmon Survey                 |
| 292863               | 2006 VQ2               | 3 novembre 2006       | Astronomical Research Observatory |
| 292864               | 2006 VJ3               | 9 novembre 2006       | Spacewatch                        |
| 292865               | 2006 VR3               | 9 novembre 2006       | Spacewatch                        |
| 292866               | 2006 VY3               | 9 novembre 2006       | Spacewatch                        |
| 292867               | 2006 VU4               | 9 novembre 2006       | Lin, H.-C., Ye, Q.-z.             |
| 292868               | 2006 VA6               | 10 novembre 2006      | Spacewatch                        |
| 292869               | 2006 VB6               | 10 novembre 2006      | Spacewatch                        |
| 292870               | 2006 VF8               | 11 novembre 2006      | Spacewatch                        |
| 292871               | 2006 VC12              | 11 novembre 2006      | Mt. Lemmon Survey                 |
| (292872) Anoushankar | 2006 VV12              | 12 novembre 2006      | Casulli, V. S.                    |
| 292873               | 2006 VV14              | 9 novembre 2006       | Spacewatch                        |
| 292874               | 2006 VE15              | 9 novembre 2006       | Spacewatch                        |
| 292875               | 2006 VD16              | 9 novembre 2006       | Spacewatch                        |
| 292876               | 2006 VH18              | 9 novembre 2006       | Spacewatch                        |
| 292877               | 2006 VZ18              | 9 novembre 2006       | Spacewatch                        |
| 292878               | 2006 VY19              | 9 novembre 2006       | Spacewatch                        |
| 292879               | 2006 VG20              | 9 novembre 2006       | Spacewatch                        |
| 292880               | 2006 VB21              | 9 novembre 2006       | Lin, H.-C., Ye, Q.-z.             |
| 292881               | 2006 VX23              | 10 novembre 2006      | Spacewatch                        |
| 292882               | 2006 VN24              | 10 novembre 2006      | Spacewatch                        |
| 292883               | 2006 VS24              | 10 novembre 2006      | Spacewatch                        |
| 292884               | 2006 VZ25              | 10 novembre 2006      | Spacewatch                        |
| 292885               | 2006 VT27              | 10 novembre 2006      | Spacewatch                        |
| 292886               | 2006 VV27              | 10 novembre 2006      | Spacewatch                        |
| 292887               | 2006 VU29              | 10 novembre 2006      | Spacewatch                        |
| 292888               | 2006 VU30              | 10 novembre 2006      | Spacewatch                        |
| 292889               | 2006 VK31              | 11 novembre 2006      | Spacewatch                        |
| 292890               | 2006 VG33              | 11 novembre 2006      | Mt. Lemmon Survey                 |
| 292891               | 2006 VQ34              | 11 novembre 2006      | CSS                               |
| 292892               | 2006 VH35              | 11 novembre 2006      | Mt. Lemmon Survey                 |
| 292893               | 2006 VT36              | 11 novembre 2006      | CSS                               |
| 292894               | 2006 VN38              | 12 novembre 2006      | Mt. Lemmon Survey                 |
| 292895               | 2006 VQ38              | 12 novembre 2006      | Mt. Lemmon Survey                 |
| 292896               | 2006 VJ40              | 12 novembre 2006      | Mt. Lemmon Survey                 |
| 292897               | 2006 VF41              | 12 novembre 2006      | Mt. Lemmon Survey                 |
| 292898               | 2006 VH41              | 12 novembre 2006      | Mt. Lemmon Survey                 |
| 292899               | 2006 VQ41              | 12 novembre 2006      | Mt. Lemmon Survey                 |
| 292900               | 2006 VU41              | 12 novembre 2006      | Mt. Lemmon Survey                 |

### 292901-293000
| Nom             | Désignation provisoire | Date de la découverte | Découvreur            |
| --------------- | ---------------------- | --------------------- | --------------------- |
| 292901          | 2006 VE42              | 12 novembre 2006      | Mt. Lemmon Survey     |
| 292902          | 2006 VN43              | 13 novembre 2006      | CSS                   |
| 292903          | 2006 VH44              | 13 novembre 2006      | CSS                   |
| 292904          | 2006 VH46              | 9 novembre 2006       | Spacewatch            |
| 292905          | 2006 VP48              | 10 novembre 2006      | LINEAR                |
| 292906          | 2006 VG49              | 10 novembre 2006      | Spacewatch            |
| 292907          | 2006 VD50              | 10 novembre 2006      | Spacewatch            |
| 292908          | 2006 VM51              | 10 novembre 2006      | Spacewatch            |
| 292909          | 2006 VX51              | 11 novembre 2006      | Spacewatch            |
| 292910          | 2006 VV53              | 11 novembre 2006      | Spacewatch            |
| 292911          | 2006 VB55              | 11 novembre 2006      | Spacewatch            |
| 292912          | 2006 VJ56              | 11 novembre 2006      | Spacewatch            |
| 292913          | 2006 VM56              | 11 novembre 2006      | Spacewatch            |
| 292914          | 2006 VS56              | 11 novembre 2006      | Spacewatch            |
| 292915          | 2006 VP60              | 11 novembre 2006      | Mt. Lemmon Survey     |
| 292916          | 2006 VS61              | 11 novembre 2006      | Spacewatch            |
| 292917          | 2006 VD62              | 11 novembre 2006      | Spacewatch            |
| 292918          | 2006 VQ62              | 11 novembre 2006      | Spacewatch            |
| 292919          | 2006 VV62              | 11 novembre 2006      | Spacewatch            |
| 292920          | 2006 VB63              | 11 novembre 2006      | Spacewatch            |
| 292921          | 2006 VK63              | 11 novembre 2006      | Spacewatch            |
| 292922          | 2006 VA65              | 11 novembre 2006      | Spacewatch            |
| 292923          | 2006 VG65              | 11 novembre 2006      | Spacewatch            |
| 292924          | 2006 VN65              | 11 novembre 2006      | Spacewatch            |
| 292925          | 2006 VP66              | 11 novembre 2006      | CSS                   |
| 292926          | 2006 VR66              | 11 novembre 2006      | CSS                   |
| 292927          | 2006 VU66              | 11 novembre 2006      | CSS                   |
| 292928          | 2006 VH69              | 11 novembre 2006      | Spacewatch            |
| 292929          | 2006 VO69              | 11 novembre 2006      | Spacewatch            |
| 292930          | 2006 VX69              | 11 novembre 2006      | Spacewatch            |
| 292931          | 2006 VC71              | 11 novembre 2006      | Mt. Lemmon Survey     |
| 292932          | 2006 VZ72              | 11 novembre 2006      | Mt. Lemmon Survey     |
| 292933          | 2006 VG73              | 11 novembre 2006      | Spacewatch            |
| 292934          | 2006 VA74              | 11 novembre 2006      | Mt. Lemmon Survey     |
| 292935          | 2006 VK76              | 12 novembre 2006      | Mt. Lemmon Survey     |
| 292936          | 2006 VQ76              | 12 novembre 2006      | Mt. Lemmon Survey     |
| 292937          | 2006 VS78              | 12 novembre 2006      | Mt. Lemmon Survey     |
| 292938          | 2006 VW78              | 12 novembre 2006      | Mt. Lemmon Survey     |
| 292939          | 2006 VS79              | 12 novembre 2006      | Mt. Lemmon Survey     |
| 292940          | 2006 VY83              | 13 novembre 2006      | Mt. Lemmon Survey     |
| 292941          | 2006 VA84              | 13 novembre 2006      | Mt. Lemmon Survey     |
| 292942          | 2006 VE86              | 14 novembre 2006      | Spacewatch            |
| 292943          | 2006 VJ89              | 14 novembre 2006      | Spacewatch            |
| 292944          | 2006 VS93              | 15 novembre 2006      | Mt. Lemmon Survey     |
| 292945          | 2006 VB94              | 15 novembre 2006      | Mt. Lemmon Survey     |
| 292946          | 2006 VO96              | 10 novembre 2006      | Spacewatch            |
| 292947          | 2006 VL97              | 11 novembre 2006      | Spacewatch            |
| 292948          | 2006 VR99              | 11 novembre 2006      | CSS                   |
| 292949          | 2006 VC100             | 11 novembre 2006      | CSS                   |
| 292950          | 2006 VK103             | 12 novembre 2006      | Lin, H.-C., Ye, Q.-z. |
| 292951          | 2006 VB105             | 13 novembre 2006      | Spacewatch            |
| 292952          | 2006 VM108             | 13 novembre 2006      | Spacewatch            |
| 292953          | 2006 VX108             | 13 novembre 2006      | NEAT                  |
| 292954          | 2006 VN110             | 13 novembre 2006      | Spacewatch            |
| 292955          | 2006 VC111             | 13 novembre 2006      | Spacewatch            |
| 292956          | 2006 VF111             | 13 novembre 2006      | Spacewatch            |
| 292957          | 2006 VO111             | 13 novembre 2006      | Spacewatch            |
| 292958          | 2006 VY112             | 13 novembre 2006      | Spacewatch            |
| 292959          | 2006 VC113             | 13 novembre 2006      | Spacewatch            |
| 292960          | 2006 VN113             | 13 novembre 2006      | Mt. Lemmon Survey     |
| 292961          | 2006 VV114             | 14 novembre 2006      | Mt. Lemmon Survey     |
| 292962          | 2006 VX120             | 14 novembre 2006      | Spacewatch            |
| 292963          | 2006 VD121             | 14 novembre 2006      | CSS                   |
| 292964          | 2006 VE123             | 14 novembre 2006      | Spacewatch            |
| 292965          | 2006 VK123             | 14 novembre 2006      | Spacewatch            |
| 292966          | 2006 VY131             | 15 novembre 2006      | Spacewatch            |
| 292967          | 2006 VK134             | 15 novembre 2006      | CSS                   |
| 292968          | 2006 VO134             | 15 novembre 2006      | CSS                   |
| 292969          | 2006 VL135             | 15 novembre 2006      | Spacewatch            |
| 292970          | 2006 VH138             | 15 novembre 2006      | Spacewatch            |
| 292971          | 2006 VK138             | 15 novembre 2006      | Spacewatch            |
| 292972          | 2006 VL140             | 15 novembre 2006      | Spacewatch            |
| 292973          | 2006 VQ140             | 15 novembre 2006      | Spacewatch            |
| 292974          | 2006 VP141             | 13 novembre 2006      | Spacewatch            |
| 292975          | 2006 VA142             | 13 novembre 2006      | CSS                   |
| 292976          | 2006 VE145             | 15 novembre 2006      | CSS                   |
| 292977          | 2006 VQ148             | 15 novembre 2006      | Spacewatch            |
| 292978          | 2006 VL149             | 2 novembre 2006       | CSS                   |
| 292979          | 2006 VA150             | 9 novembre 2006       | NEAT                  |
| 292980          | 2006 VZ150             | 9 novembre 2006       | NEAT                  |
| 292981          | 2006 VF151             | 9 novembre 2006       | NEAT                  |
| 292982          | 2006 VR153             | 8 novembre 2006       | NEAT                  |
| 292983          | 2006 VP155             | 15 novembre 2006      | CSS                   |
| 292984          | 2006 VK168             | 11 novembre 2006      | Spacewatch            |
| 292985          | 2006 VT168             | 1er novembre 2006     | Spacewatch            |
| 292986          | 2006 VV168             | 8 novembre 2006       | NEAT                  |
| 292987          | 2006 VY168             | 11 novembre 2006      | Spacewatch            |
| 292988          | 2006 VC169             | 2 novembre 2006       | Mt. Lemmon Survey     |
| 292989          | 2006 VG170             | 11 novembre 2006      | Mt. Lemmon Survey     |
| 292990          | 2006 VK171             | 11 novembre 2006      | Mt. Lemmon Survey     |
| (292991) Lyonne | 2006 WB1               | 17 novembre 2006      | Merlin, J.-C.         |
| 292992          | 2006 WJ6               | 16 novembre 2006      | Spacewatch            |
| 292993          | 2006 WS6               | 16 novembre 2006      | Spacewatch            |
| 292994          | 2006 WV6               | 16 novembre 2006      | Spacewatch            |
| 292995          | 2006 WD9               | 16 novembre 2006      | Spacewatch            |
| 292996          | 2006 WR11              | 16 novembre 2006      | LINEAR                |
| 292997          | 2006 WK12              | 16 novembre 2006      | Mt. Lemmon Survey     |
| 292998          | 2006 WK16              | 17 novembre 2006      | Spacewatch            |
| 292999          | 2006 WF17              | 17 novembre 2006      | Mt. Lemmon Survey     |
| 293000          | 2006 WY17              | 17 novembre 2006      | Mt. Lemmon Survey     |

## Sources
- (en) Base de données du Centre des planètes mineures